# قرار مجلس الأمن التابع للأمم المتحدة رقم 1680
قرار مجلس الأمن التابع للأمم المتحدة 1680 الذي اعتمد في 17 مايو 2006 بعد أن أشار إلى القرارات السابقة بشأن لبنان بما في ذلك القرارات 425 (1978) و 426 (1978) و 520 (1982) و 1559 (2004) و 1655 (2005) شجع سوريا على الاستجابة بشكل إيجابي لطلب لبنان بتعيين الحدود وإقامة علاقات دبلوماسية بهدف تأكيد سيادة لبنان وسلامته الإقليمية واستقلاله السياسي.
اعتمد القرار الذي اشتركت في تقديمه فرنسا والمملكة المتحدة والولايات المتحدة بتصويت 13 صوتا مقابل لا شيء وامتناع اثنين عن التصويت وهما الصين وروسيا. إن البلدين يعتقدان أن القرار يشكل تدخلا في العلاقات الدبلوماسية بين لبنان وسوريا.

## الخلفية
في 18 أبريل 2006 أحال الأمين العام للأمم المتحدة كوفي عنان تقريره نصف السنوي الثالث عن تنفيذ القرار 1559 الذي اعتمد في 2 سبتمبر 2004. دعا القرار 1559 إلى «انسحاب جميع القوات الأجنبية المتبقية من لبنان ونزع سلاح جميع الميليشيات اللبنانية وغير اللبنانية وتمديد سيطرة الحكومة اللبنانية على جميع الأراضي اللبنانية والاحترام الصارم لسيادة لبنان وسلامته الإقليمية ووحدته واستقلاله السياسي تحت السلطة الوحيدة والحصرية الحكومة اللبنانية في جميع أنحاء لبنان».
ذكر تقرير الأمين العام أن كثيرا من الأحكام الواردة في القرار 1559 واتفاق الطائف لعام 1989 وانعدام الاستقرار السياسي أن لبنان لا يزال في حالة هشة وضعيفة. أدى ذلك إلى اعتماد القرار الداعم 1680.

## القرار

### الملاحظات
بدأ مجلس الأمن بتأكيد دعمه للسلامة الإقليمية للبنان وسيادته واستقلاله السياسي داخل حدوده المعترف بها دوليا. علاوة على ذلك أشار إلى أن التقدم الإيجابي المحرز من خلال الحوار الوطني وإن كان يأسف لأن بعض أحكام القرار 1559 لم تنفذ بعد بالكامل أي حل الميليشيات اللبنانية وغير اللبنانية ونزع سلاحها وتمديد سيطرة الحكومة اللبنانية على كل أراضيها والاحترام الصارم لسيادة لبنان وسلامته الإقليمية ووحدته واستقلاله السياسي وإجراء انتخابات رئاسية حرة ونزيهة وفقا للقواعد الدستورية اللبنانية دون تدخل أجنبي.
أعرب نص القرار عن قلقه من أن الأمين العام أبلغ عن انتقال الأسلحة إلى الأراضي اللبنانية للميليشيات على مدى الأشهر الستة الماضية. أعربت عن تأييدها الكامل للحوار الوطني وأشادت بجميع الأطراف اللبنانية على سلوكها.

### التصرف
دعا مجلس الأمن إلى التنفيذ الكامل للقرار 1559 الذي يدعو جميع الدول والأحزاب إلى التعاون الكامل مع الحكومة اللبنانية ومجلس الأمن والأمين العام. شجعت الحكومة السورية على الاستجابة بشكل إيجابي للطلب الذي قدمه لبنان لتعيين حدوده المشتركة (خاصة في المناطق المتنازع عليها) مع الإشارة إلى أن مثل هذه التدابير ستشكل خطوة نحو تحسين العلاقات بين البلدين فضلا عن تأكيد استقلال لبنان بدوره سيساهم بشكل إيجابي في الاستقرار في المنطقة.
أثنى القرار على لبنان لاتخاذ تدابير ضد تحركات الأسلحة والميليشيات إلى الأراضي اللبنانية ودعا سوريا إلى اتخاذ تدابير مماثلة. في الختام رحب المجلس بقرار الحوار الوطني اللبناني بنزع سلاح الميليشيات الفلسطينية خارج مخيمات اللاجئين في غضون ستة أشهر.